# Asilaris semiconicollis
Asilaris semiconicollis är en skalbaggsart som beskrevs av Hayashi och Jean François Villiers 1989. Asilaris semiconicollis ingår i släktet Asilaris och familjen långhorningar. Inga underarter finns listade.